# Chivres-en-Laonnois
Chivres-en-Laonnois ist eine französische Gemeinde mit 354 Einwohnern (Stand 1. Januar 2022) im Département Aisne in der Region Hauts-de-France (vor 2016 Picardie). Sie gehört zum Arrondissement Laon, zum Kanton Villeneuve-sur-Aisne und zum Gemeindeverband Champagne Picarde.

## Geografie
Die Gemeinde Chivres-en-Laonnois liegt an der Souche zwischen den Landschaften Thiérache und Porcien, rund 21 Kilometer östlich von Laon. Im Südosten grenzt Chivres an den Truppenübungsplatz Camp de Sissonne. Nachbargemeinden von Chivres-en-Laonnois sind Bucy-lès-Pierrepont im Nordosten, Sainte-Preuve im Osten, Sissonne im Südosten und Süden, Marchais im Süden, Liesse-Notre-Dame im Westen sowie Mâchecourt im Nordwesten. Mit acht Windkraftanlagen hat Chivres-en-Laonnois einen Anteil an einem interkommunalen Windpark.

## Geschichte
Bis zu ihrer Trennung im Jahr 1879 bildeten die Gemeinden Chivres-en-Laonnois und Mâchecourt eine Gemeinde mit dem Namen Chivres-et-Mâchecourt.

### Bevölkerungsentwicklung
| Jahr                       | 1962 | 1968 | 1975 | 1982 | 1990 | 1999 | 2006 | 2012 | 2021 |
| Einwohner                  | 364  | 329  | 320  | 305  | 321  | 339  | 345  | 374  | 349  |
| Quellen: Cassini und INSEE |      |      |      |      |      |      |      |      |      |

## Sehenswürdigkeiten

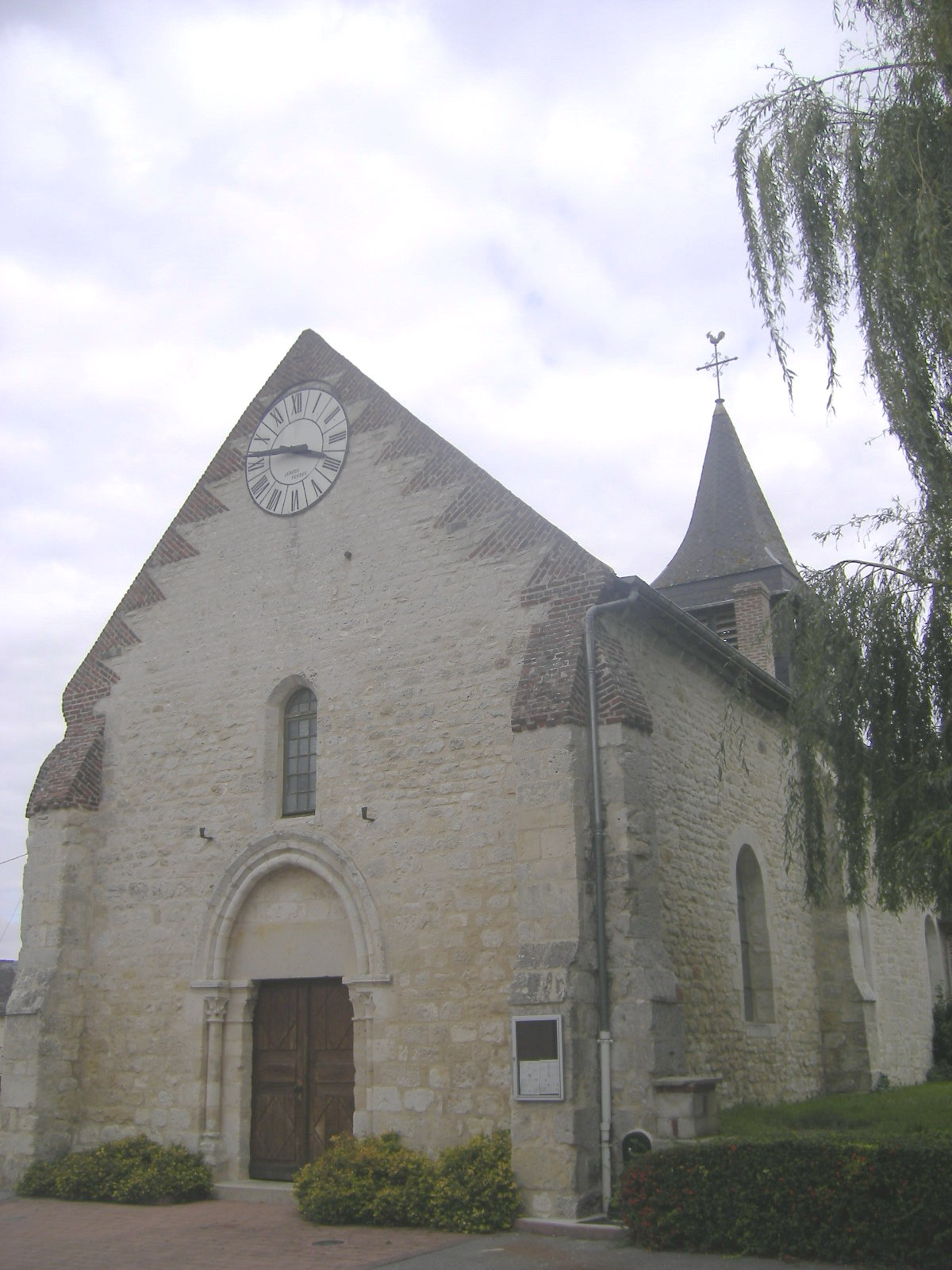
Kirche Saint-Pierre
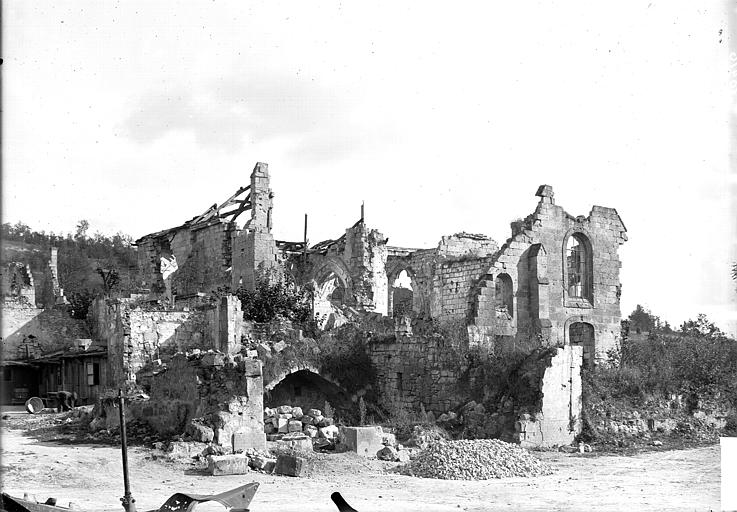
Zerstörte Kirche Saint-Pierre 1920

- Kirche Saint-Pierre
- Zerstörte Kirche Saint-Pierre 1920